# 킹스맨: 퍼스트 에이전트
《킹스맨: 퍼스트 에이전트》(영어: The King's Man)는 2021년 개봉한 미국과 영국의 합작 액션 첩보 영화이다. 킹스맨 영화 시리즈의 세 번째이자 프리퀄 작품으로, 본편의 매슈 본 감독이 이어서 연출한다. 레이프 파인스, 제마 아터턴, 리스 이반스, 매슈 구드, 톰 홀랜더, 해리스 디킨슨, 다니엘 브륄, 자이먼 운수, 찰스 댄스가 출연한다.
기존 2020년 9월 18일에 북아메리카 개봉 예정이었으나, 코로나19 범유행으로 인해 개봉이 2021년 12월 22일로 연기되었다.

## 줄거리
1902년 영국 귀족 올랜도, 옥스퍼드 공작, 그의 아내 에밀리, 어린 아들 콘래드가 영국 적십자사에서 일하던 중 남아프리카에 있는 강제 수용소를 방문한다. 에밀리는 캠프에서 보어 저격수 공격으로 치명상을 입는다. 죽기 전에 그녀는 올랜도에게 아들이 다시는 전쟁을 보게 하지 않겠다고 약속한다.
12년 후, 올랜도는 세계에서 가장 강력한 고위 인사들이 고용한 국내 하인(그의 하인인 숄라와 폴리 포함)의 사설 스파이 네트워크를 형성했다. 네트워크의 주요 목표는 영국과 대영제국을 보호하는 것이다. 콘래드는 싸우고 싶어하지만 올랜도는 그가 영국군에 입대하는 것을 금지하고 육군장관 키치너 경에게 그렇게 하지 말라고 설득한다.
키치너의 요청에 따라 콘래드와 올랜도는 올랜도의 친구인 오스트리아의 프란츠 페르디난트 대공과 그의 아내 호헨베르크 공작 부인 소피와 함께 사라예보를 통과한다. 콘래드는 전쟁을 일으키려는 세르비아 테러리스트인 가브릴로 프린치프이 던진 폭탄으로부터 대공을 구한다. 프린치프는 나중에 우연히 대공(Archduke)의 측근을 다시 만나 그와 그의 아내를 치명적으로 쏜다. 올랜도는 암살이 더 플록("The Flock")에 의해 조직되었다는 사실을 알게 된다. 더 플록은 독일, 러시아, 영국 제국을 서로 대항하려는 음모를 꾸미는 그룹이다. 더 플록의 본부는 고립된 절벽 꼭대기에 있으며 궁극적인 목표는 스코틀랜드 독립인 신비한 "셰퍼드"(Shepherd)가 이끄는 곳이다. 그의 요원으로는 러시아의 차르 니콜라스의 신임 고문인 러시아 신비주의자 그리고리 라스푸틴이 있다.
라스푸틴은 니콜라스의 어린 아들 알렉세이를 독살하고 니콜라스가 전쟁에서 철수하겠다고 약속했을 때만 그를 치료한다. 콘래드는 그의 사촌 펠릭스 유스포프 왕자로부터 라스푸틴의 조작에 대해 알린다. 러시아가 전쟁을 끝내면 서부 전선이 취약한 상태로 남게 될 것을 알고 콘래드는 이 정보를 러시아로 향하는 키치너와 그의 보좌관 맥스 모턴 소령에게 전달한다. 그들의 배 HMS 햄프셔는 잠수함의 어뢰를 받아 침몰한다. 키치너의 사망 소식이 올랜도에 전해지자 그는 숄라, 폴리, 콘래드와 함께 라스푸틴을 죽이기 위해 러시아로 여행을 떠난다. 혹독한 싸움 끝에 올랜도, 숄라, 콘래드, 폴리는 펠릭스가 주최하는 크리스마스 파티에서 라스푸틴을 죽인다. 콘래드는 19번째 생일을 축하한 후 입대하겠다는 결심을 표명했고 올랜도는 크게 당황했다.
미국이 참전하는 것을 막기 위해 카이저 빌헬름 2세의 고문인 에릭 얀 하누센은 짐머만 전보를 보내 멕시코가 미국을 침공하도록 독려한다. 영국 정보국이 메시지를 가로채지만 폴리는 메시지를 해독하지만 우드로 윌슨 미국 대통령은 구체적인 증거가 부족하다는 이유로 참전을 거부한다. 셰퍼드는 블라디미르 레닌을 모집하여 차르를 전복하고 러시아를 전쟁에서 제거하고 로마노프 가족을 처형하기 위해 암살자를 보낸다.
콘래드는 아버지의 바람에 반하여 척탄병 경비대(Grenadier Guards)에 임명되었다. 킹 조지 5세는 콘래드를 런던에 배정하도록 준비한다. 전쟁에 참전하기로 결심한 콘래드는 아키 레이드라는 스코틀랜드 군인과 자리를 바꾸고 아버지에게 메시지를 보내기 위해 "랜슬롯"이라는 별명을 부여한다. 블랙 워치의 일원인 아키로 변장한 콘래드는 그곳에서 부상당한 영국 요원으로부터 정보를 회수하기 위해 황무지로 들어가는 임무에 자원한다. 돌아온 후 아키를 아는 동료 군인은 그를 독일 스파이라고 비난하고 그를 쏘아 죽이고 올랜도를 황폐화시킨다. 그가 회수한 정보는 짐머만 텔레그램의 진위를 확인한다.
콘래드의 증거에도 불구하고 윌슨이 다시 참전을 거부하자 올랜도는 대통령이 셰퍼드의 대리인인 마타 하리에게 유혹을 받는 영상으로 협박을 당하고 있다는 사실을 알고 원래의 네거티브를 복구하기로 결심한다. 미국 대사관에서 마타 하리를 물리친 올랜도는 그녀의 캐시미어 스카프가 작은 지역에서만 발견되는 희귀 품종의 양모로 만들어진 것으로 확인되었다. 올랜도, 숄라, 폴리가 그곳으로 향한다. 올랜도는 모튼으로 밝혀진 셰퍼드의 산꼭대기 성역으로 낙하산을 탔는다. 모턴은 키치너의 암살을 준비하고 자신의 죽음을 속였다. 올랜도는 숄라의 도움으로 모턴과 싸우고 죽인다. 폴리는 윌슨에게 전달되는 필름을 복구한다. 윌슨은 그것을 불태우고 미국을 전쟁에 끌어들인다.
전쟁이 끝난 지 1년 후, 올랜도는 자신의 조직을 위해 킹스맨 테일러숍(Kingsman Tailor Shop)을 구입한다. 올랜도, 숄라, 폴리, 킹 조지, 아키 및 영국 주재 미국 대사는 각각 콘래드를 기리기 위해 아서왕 전설의 코드명을 할당받은 원래 킹스맨을 구성한다.
중간 크레딧 장면에서 셰퍼드 조직의 지휘를 맡은 하누센은 결국 우익을 장악하게 될 것이라고 믿는 청년 인 아돌프 히틀러에게 레닌을 소개한다.

## 출연
- 레이프 파인스 - 올랜도 옥스퍼드 공작 역
- 제마 아터턴 - 폴리야나 "폴리" 윌킨스 역
- 리스 이반스 - 그리고리 라스푸틴 역
- 매슈 구드 - 모턴 역
- 톰 홀랜더 - 조지 5세, 빌헬름 2세, 니콜라이 2세 역
- 해리스 디킨슨 - 콘래드 옥스퍼드 역
  - 알렉산더 쇼 - 어린 콘래드 역
- 다니엘 브륄 - 에리크 얀 하누센 역
- 자이먼 운수 - 숄라 역
- 찰스 댄스 - 허버트 키치너 역
- 에런 테일러존슨 - 아치 리드 역
- 알렉산드라 마리아 라라 - 에밀리 옥스퍼드 역
- 요엘 바스만 - 가브릴로 프린치프 역
- 발레리 파흐너 - 마타 하리 역
- 올리비에 리히테르스 - 거대한 기계 판잣집 경비원 역
- 토드 보이스 - 앨프리드 듀폰트 역
- 에런 보도보스 - 펠릭스 유수포프 역
- 론 쿡 - 프란츠 페르디난트 대공 역
- 브란카 카티치 - 알렉산드라 황후 역
- 앨리슨 스테드먼 - 리타 역
- 아우구스트 딜 - 블라디미르 레닌 역
- 이언 켈리 - 우드로 윌슨 대통령 역
- 스탠리 투치 - 미국 대사 역
- 다비트 크로스 - 아돌프 히틀러 역